# 미나미핏푸역
미나미핏푸역(일본어: 南比布駅)은 일본 홋카이도 가미카와 군 핏푸정에 있는 홋카이도 여객철도 소야 본선의 역이다. 역 번호는 W33이다. 단선 승강장 구조의 철도 역사이다.

## 역 주변
- 국도 제40호선
- 돗쇼잔

## 역사
- 1955년 12월 2일 : 미나미핏푸 가승강장(일본어: 南比布仮乗降場)으로 개업.
- 1959년 11월 1일 : 역으로 승격.
- 1987년 4월 1일 : 민영화에 의해, 홋카이도 여객철도로 이관.
- 2021년 3월 13일：이용자 감소에 따라 폐지.

## 인접 정차역
| 홋카이도 여객철도 소야 본선      | 홋카이도 여객철도 소야 본선 | 홋카이도 여객철도 소야 본선 |
| -------------------------------- | --------------------------- | --------------------------- |
| W32 기타나가야마 아사히카와 방면 | ■ 소야 본선 보통            | 핏푸 W34 왓카나이 방면      |